# Allhartsmais
Allhartsmais ist ein Gemeindeteil der Gemeinde Schöfweg im niederbayerischen Landkreis Freyung-Grafenau.

## Geografie
Das Dorf liegt auf einer Hochfläche mit leichter Südausrichtung auf einer Höhe zwischen 730 und 770 m ü. NHN und ist gut einen Straßenkilometer von der Bundesstraße 533 entfernt.

## Geschichte
Die ehemalige Gemeinde Allhartsmais lag im Landkreis Deggendorf und wurde 1946 nach Schöfweg im damaligen Landkreis Grafenau eingemeindet. Sie hatte eine Fläche von gut 243 Hektar und es gab keine weiteren Ortsteile.

### Einwohnerentwicklung
|       | Einwohner |
| ----- | --------- |
| 1840: | 000122    |
| 1861: | 000136    |
| 1867: | 000138    |
| 1871: | 000139    |
| 1875: | 000127    |
| 1885: | 000144    |
| 1900: | 000162    |
| 1925: | 000159    |
| 1939: | 000185    |
| 1950: | 000206    |
| 1961: | 000172    |
| 1970: | 000203    |
| 1987: | 000227    |